# Salix zhegushanica
Salix zhegushanica — вид квіткових рослин із родини вербових (Salicaceae).

## Морфологічна характеристика
Це кущ 4.5 метра заввишки. Гілочки голі. Листкова ніжка тонка, 5–7 мм, злегка ворсиста, іноді дрібно залозиста; листкова пластинка еліптична, довго-еліптична чи довгаста, ≈ 3.5 × 1.5 см, абаксіально (низ) сиза, гола, адаксіально тьмяно-зелена, запушена вздовж середньої жилки, край цільний або ± мало залозисто-зубчастий, верхівка гостра чи округла. Чоловіча сережка ≈ 40 × 9 мм. Чоловіча квітка: тичинок 2. Жіноча сережка до 55 × 8 мм. Жіноча квітка: зав'язь еліпсоїдно-яйцеподібна, гола, майже сидяча. Коробочка яйцеподібно-еліпсоїдна, 3–4 мм, гола, майже сидяча.

## Середовище проживання
Пн.-зх. Сичуань. Населяє гори; на висотах 3400–3700 метрів.